# Terje Mørkved
Terje Mørkved (Bodø, 19 de abril de 1949 - Bodø, 15 de julio de 2013) fue un futbolista profesional noruego que jugaba en la demarcación de delantero.

## Biografía
Terje Mørkved debutó en 1966 a los 17 años de edad con el F.K. Bodø/Glimt, equipo de su ciudad natal y consiguiendo una copa de Noruega del Norte de Fútbol. Tras cuatro años en el club fue traspasado al Rosenborg Ballklub, con el que consiguió una liga noruega de fútbol y una copa de Noruega. Tras dos temporadas volvió al F.K. Bodø/Glimt, donde se retiró en 1981 y ganando una copa de Noruega y dos Liga de Noruega del Norte de Fútbol, en 1974 y 1975.
Terje Mørkved falleció el 15 de julio de 2013 en su ciudad natal a los 64 años de edad.

## Clubes
| Club               | País    | Año         |
| ------------------ | ------- | ----------- |
| F.K. Bodø/Glimt    | Noruega | 1966 - 1970 |
| Rosenborg Ballklub | Noruega | 1971 - 1973 |
| F.K. Bodø/Glimt    | Noruega | 1973 - 1981 |

## Palmarés
F.K. Bodø/Glimt
- Copa de Noruega del Norte de Fútbol: 1967
- Copa de Noruega: 1975
- Liga de Noruega del Norte de Fútbol (2): 1974, 1975

Rosenborg Ballklub
- Liga noruega de fútbol: 1971
- Copa de Noruega: 1971